# 豚丹毒
豚丹毒（とんたんどく、英: swine erysipelas）は、豚丹毒菌の感染によって起こる人獣共通感染症。ブタにおける症状は敗血症型、蕁麻疹型、関節炎型および心内膜炎型に分類される。豚丹毒菌はブタ、イノシシのほか、ヒトを含む哺乳類、鳥類に感染する。豚丹毒菌はヒトに敗血症や関節炎を発症させ、この場合には類丹毒と呼ばれる。日本では家畜伝染病予防法における届出伝染病に指定されており、と畜場法において全部廃棄の対象となる。BSL-2。急性敗血症型豚丹毒が1976 - 1977年に全国的に大発生した。
原因菌は、1878年にマウスの敗血症例より初めて分離された。

## 原因
グラム陽性通性嫌気性非運動性微細無芽胞桿菌である豚丹毒菌（Erysipelothrix rhusiopathiae、Erysipelothrix tonsillarumおよび未命名2種）の感染を原因とし、その中でもErysipelothrix rhusiopathiaeが主要な原因菌である。豚丹毒菌は下水、堆肥、死体、魚類体表粘膜で生存し、自然抵抗性は強く土壌中で約1ヶ月生存可能である。豚丹毒菌はカタラーゼ、オキシダーゼ陰性であり、ブドウ糖を酸化する。細菌培養においては普通寒天培地上で発育するが、血液、ブドウ糖、Tween80などの添加で発育が促進する。血液寒天培地上で不明瞭なα溶血を示し、SIM培地やTSI培地では硫化水素を産生する。

## 疫学
養豚の盛んな地域において発生する。ヒトでの感染は職業病的である。感染経路は動物間では主に飼料を介した経口感染のほか、創傷および吸血昆虫による。魚介類の体表粘液から豚丹毒菌が分離される。動物からヒトへの感染経路は魚の鰭などによる刺傷および畜産物の取り扱いの際の創傷である。豚丹毒菌はブタの扁桃に常在していることが多く、感染豚の尿や糞便中に大量の菌が排泄される。

## 症状
- ブタ

無症状で、と畜検査の際に本症と診断されることもある。
- - 敗血症型では発熱、食欲不振などを呈し、致死率は高い。蕁麻疹型では体表に菱形の丘疹の出現がみられる。関節炎型では関節の腫脹、疼痛、跛行が認められる。心内膜炎型は外見上の異常はみられないが、心臓弁膜根部にカリフラワー状の肉芽組織が形成される。リンパ節炎は関節炎に併発することが多い。
- ヒト
  - 類丹毒と呼ばれ、局所に丹毒に類似した発熱、患部の腫脹やリンパ節炎を引き起こす。
- ウシやヒツジ
  - 多発性関節炎
- ニワトリやシチメンチョウ
  - 敗血症

## 診断
敗血症型では血液から、そのほかの病型では病変部からの菌の分離同定を行う。選択培地としてCVアザイド培地などが存在する。血清診断は生菌発育凝集反応およびラテックス凝集反応が用いられる。敗血症型では豚熱、トキソプラズマ症、関節炎型および心内膜炎型ではストレプトコッカス症との鑑別が必要。

## 治療
ペニシリン系抗生物質が極めて有効である。治療が不完全な場合には関節炎や心内膜炎などの後遺症が残ることがある。

## 予防
日本ではかつて豚熱（豚コレラ）生ワクチンとの混合ワクチンが使用されていたが、製造中止となったため、アクリフラビン耐性弱毒生ワクチンが使用されている。生ワクチンでは1回の接種で十分な免疫を得ることができる。獣医学領域において生ワクチンが使用される細菌性疾病は日本では豚丹毒、炭疽、鶏マイコプラズマ病の3つのみである。不活化ワクチンも開発されている。不活化ワクチンは2回の接種が必要で有り、生ワクチンと比べ免疫を得るのに時間がかかる。抗体測定法として1992年に死菌を用いたマイクロ凝集反応(MA)が開発された。